# Арнфин Бергман
Арнфин Бергман (на норвежки: Arnfinn Bergmann е норвежки състезател по ски скокове, олимпийски шампион от олимпиадата в Осло през 1952 г и звезда в спорта за времето си.
Роден е на 14 октомври 1928 г. в Тронхайм. През 1950 г. печели бронзов медал от световното първенство в Лейк Плесид. През 1952 г. става олимпийски шампион на олимпиадата в Осло, като състезанието се счита и за световно първенство. През 1956 г. печели медала на Холменколен.
Почива в Тронхайм на 13 февруари 2011 г., на 82-годишна възраст.